# Danau Buyan
Danau Buyan är en sjö i Indonesien.   Den ligger i provinsen Provinsi Bali, i den sydvästra delen av landet, 900 km öster om huvudstaden Jakarta. Danau Buyan ligger 1 213 meter över havet. Arean är 4,6 kvadratkilometer. Den ligger på ön Bali. I omgivningarna runt Danau Buyan växer i huvudsak städsegrön lövskog. Den sträcker sig 1,7 kilometer i nord-sydlig riktning, och 4,1 kilometer i öst-västlig riktning.